# Blinów (gromada)
Blinów – dawna gromada, czyli najmniejsza jednostka podziału terytorialnego Polskiej Rzeczypospolitej Ludowej w latach 1954–1972.
Gromady, z gromadzkimi radami narodowymi (GRN) jako organami władzy najniższego stopnia na wsi, funkcjonowały od reformy reorganizującej administrację wiejską przeprowadzonej jesienią 1954 do momentu ich zniesienia z dniem 1 stycznia 1973, tym samym wypierając organizację gminną w latach 1954–1972.
Gromadę Blinów z siedzibą GRN w Blinowie (obecnie są to dwie wsie: Blinów Pierwszy i Blinów Drugi) utworzono – jako jedną z 8759 gromad na obszarze Polski – w powiecie kraśnickim w woj. lubelskim na mocy uchwały nr 10 WRN w Lublinie z dnia 5 października 1954. W skład jednostki weszły obszary dotychczasowych gromad Blinów I, Blinów II i Moczydła Stare ze zniesionej gminy Brzozówka w tymże powiecie. Dla gromady ustalono 18 członków gromadzkiej rady narodowej.
1 stycznia 1960 do gromady Blinów włączono wieś Moczydła Nowe ze zniesionej gromady Błażek w tymże powiecie.
1 stycznia 1962 gromadę zniesiono, włączając jej obszar do gromady Szastarka w tymże powiecie.